# 제74회 영국 아카데미 영화상
제74회 영국 아카데미 영화상(영어: 75th British Academy Film Awards)은 2021년 4월 10일부터 11일까지 런던의 로열 앨버트 홀에서 열린 2020년과 2021년 상반기에 공개된 최고의 영화를 선정하는 영국의 영화상이다. 영국 영화 텔레비전 예술 아카데미가 주최한다.

## 수상

### 작품상
- 노매드랜드 - 클로이 자오 수상
- 더 파더 - 플로리안 젤러
- 모리타니안 - 캐빈 맥도널드
- 프라미싱 영 우먼 - 에머랄드 펜넬
- 트라이얼 오브 더 시카고 7 - 아론 소킨

### 작품상(영국)
- 프라미싱 영 우먼 - 에머랄드 펜넬 수상
- 폭력의 그림자 - 닉 로우랜드
- 더 디그 - 사이몬 스톤
- 더 파더 - 플로리안 젤러
- 그 남자의 집 - 레미 위크스
- 림보 - 벤 샤록
- 모리타니안 - 캐빈 맥도널드
- 모굴 모글리 - 바삼 터릭
- 어느 소녀 이야기 - 사라 가브론
- 세인트 모드 - 로즈 글래스

### 감독상
- 노매드랜드 - 클로이 자오 수상
- 어나더 라운드 - 토마스 빈터베르그
- 베이비티스 - 섀넌 머피
- 미나리 - 정이삭
- 쿠오바디스, 아이다 - 야스밀라 즈바니치
- 어느 소녀 이야기 - 사라 가브론

### 데뷔작품상(영국)
- 그 남자의 집 - 레미 위크스 수상
- 림보 - 벤 샤록
- 모피 - 올리버 헤르마누스
- 어느 소녀 이야기 - 사라 가브론
- 세인트 모드 - 로즈 글래스

### 남우주연상
- 더 파더 - 안소니 홉킨스 수상
- 사운드 오브 메탈 - 리즈 아메드
- 마 레이니, 그녀가 블루스 - 채드윅 보스만
- 화이트 타이거 - 아르다시 구라브
- 어나더 라운드 - 매즈 미켈슨
- 모리타니안 - 타하르 라힘

### 여우주연상
- 노매드랜드 - 프란시스 맥도맨드 수상
- 어느 소녀 이야기 - 벅키 바크레이
- 더 40 이어 올드 버전 - 라다 블랭크
- 그녀의 조각들 - 바네사 커비
- 그 남자의 집 - 운미 모사쿠
- 클레멘시 - 알프리 우다드

### 남우조연상
- 유다 그리고 블랙 메시아 - 다니엘 칼루야 수상
- 폭력의 그림자 - 배리 케오간
- 미나리 - 앨런 김
- 원 나이트 인 마이애미 - 레슬리 오덤 주니어
- Da 5 블러드 - 클락 피터스
- 사운드 오브 메탈 - 폴 라시

### 여우조연상
- 미나리 - 윤여정 수상
- 폭력의 그림자 - 니암 알가르
- 어느 소녀 이야기 - 코사 알리
- 보랏 서브시퀀트 무비필름 - 마리아 바카로바
- 유다 그리고 블랙 메시아 - 도미닉 피시백
- 카운티 라인스 - 애슐리 매더퀴

### 각본상
- 프라미싱 영 우먼 - 에머랄드 펜넬 수상
- 어나더 라운드 - 토비아스 린드홈 외 1명
- 맹크 - 잭 핀처
- 어느 소녀 이야기 - 테레사 이코코 외 1명
- 트라이얼 오브 더 시카고 7 - 아론 소킨

### 각색상
- 더 파더 - 플로리안 젤러 외 1명 수상
- 더 디그 - 모이라 버피니
- 모리타니안 - 로리 헤인즈 외 2명
- 노매드랜드 - 클로이 자오
- 화이트 타이거 - 라민 바흐러니

### 편집상
- 사운드 오브 메탈 - 미켈 E.G. 나일슨 수상
- 더 파더 - 요르고스 람프리노스
- 노매드랜드 - 클로이 자오
- 프라미싱 영 우먼 - 프레더릭 토라벌
- 트라이얼 오브 더 시카고 7 - 알란 바움가르텐

### 촬영상
- 노매드랜드 - 조슈아 제임스 리차드 수상
- 유다 그리고 블랙 메시아 - 숀 밥빗
- 맹크 - 에릭 메세츠미트
- 모리타니안 - 앨빈 H. 커츨러
- 뉴스 오브 더 월드 - 다리우스 월스키

### 음악상
- 소울 - 트렌트 레즈너 외 2명 수상
- 맹크 - 트렌트 레즈너 외 1명
- 미나리 - 에밀 모세리
- 뉴스 오브 더 월드 - 제임스 뉴튼 하워드
- 프라미싱 영 우먼 - 안소니 윌리스

### 음향상
- 사운드 오브 메탈 - 제이미 박슈트 외 4명 수상
- 그레이하운드 - TBC
- 뉴스 오브 더 월드 - 마이클 팬텀 외 4명
- 노매드랜드 - 세르지오 디아즈 외 2명
- 소울 - 코야 엘리엇 외 2명

### 의상상
- 마 레이니, 그녀가 블루스 - 앤 로스 수상
- 암모나이트 - 마이클 오코너
- 더 디그 - 앨리스 바비지
- 엠마 - 알렉산드라 바이른
- 맹크 - 트리쉬 섬머빌

### 분장상
- 마 레이니, 그녀가 블루스 - 마티키 아노프 외 3명 수상
- 더 디그 - 제니 쉬코어
- 힐빌리의 노래 - 패트리샤 데하니 외 2명
- 맹크 - 킴벌리 스피테리 외 1명
- 피노키오 - 마크 콜리어

### 특수시각효과상
- 테넷 - 앤드류 잭슨 외 2명 수상
- 그레이하운드 - 피트 벱 외 2명
- 미드나이트 스카이 - 맷 카스미르 외 2명
- 뮬란 - 숀 앤드류 파덴 외 3명
- 더 원 앤 온리 이반 - 산티아고 콜로모 마르티네즈 외 3명

### 프로덕션디자인상
- 맹크 - 도널드 그레이엄 버트 외 1명 수상
- 더 디그 - 마리아 듀코빅 외 1명
- 더 파더 - 피터 프란시스 외 1명
- 뉴스 오브 더 월드 - 데이빗 크랭크 외 1명
- 레베카 - 사라 그린우드 외 1명

### 외국어영화상
- 어나더 라운드 - 토마스 빈터베르그 수상
- 친애하는 동지들! - 안드레이 콘찰로프스키
- 레 미제라블 - 래드 리
- 미나리 - 정이삭
- 쿠오바디스, 아이다 - 야스밀라 즈바니치

### 다큐멘터리상
- 마이 옥토퍼스 티처 - 제임스 리드 외 1명 수상
- 콜렉티브 - 알레그잔데르 나나우
- DAVID ATTENBOROUGH: A LIFE ON OUR PLANET - 알래스테어 포더길 외 2명
- 더 디시던트 - 브라이언 포겔
- 소셜 딜레마 - 제프 올롭스키

### 단편애니메이션작품상
- 디 아울 엔드 더 푸시캣 - 몰 힐 수상
- 더 파이어 넥스트 타임 - 레날도 펠레
- 더 송 오브 어 로스트 보이 - 다니엘 쿼크

### 장편애니메이션작품상
- 소울 - 피트 닥터 수상
- 온워드: 단 하루의 기적 - 댄 스캔론
- 울프워커스 - 톰 무어 외 1명

### 단편영화작품상
- 더 프레젠트 - 파라 나불시 수상
- EYELASH - Jesse Lewis Reece
- 리자드 - 아키놀라 데이비스 주니어
- 럭키 브레이크 - 존 아디스
- 미스 커비 - 가다 엘데멜라위

### 캐스팅상
- 어느 소녀 이야기 - 루시 파디 수상
- 폭력의 그림자 - 샤힌 베이그
- 유다 그리고 블랙 메시아 - 알렉사 L. 포겔
- 미나리 - 줄리아 킴
- 프라미싱 영 우먼 - 린지 그레이엄 외 1명

### 공로상
이안 수상

### 공로상(영국)
노엘 클라크 수상

### 신인상
벅키 바크레이 수상

## 같이 보기
- 제93회 아카데미상
- 제46회 세자르상
- 제73회 미국 감독 조합상
- 제34회 유럽 영화상
- 제78회 골든 글로브상
- 제41회 골든 래즈베리상
- 제27회 미국 배우 조합상
- 제73회 미국 작가 조합상